# 統一場心理学
統一場心理学（とういつばしんりがく）とは、吉家重夫によって提唱された心理学である。
吉家は統一場心理学は心（意識現象）は物理学の法則で説明できる、という観点から心の全貌の理解を試みた理論体系であり、この理論体系により、古今東西全ての心理学をこの中に位置づけて考えることができる、つまり、全ての心理学を統一的に理解することができる、としている。

## 概要
統一場心理学は2つの理論と2つの仮説から成り立っている。
- イメージ情報理論
- 内在者理論
- 5次元仮説
- 普遍主体仮説

統一場心理学では、難解な専門用語をなるべく使わず、できるだけ一般の人が日常的に使っている言葉で、心（意識現象）のありようを記述するように努めているが、いくつかの用語については、特別に定義して使っている。

## 特別に定義された用語
イメージ情報
人間が心の中で扱っているイメージのような情報。3次元空間の情報と、質感、情感が含まれている。例えば、まとまりをもった思考や実感・体験もイメージ情報である。心の中ではイメージとして感じられる一方、それ自体が心を動かすプログラムとしても働く。
イメージ情報は、量子脳理論によって考えられている「量子状態にある情報」に近いもの（或いはその一種）であると考えられている。
内在者
心の中にある、それまでに出会った人のイメージ情報の塊。この塊を、心に内在する人間という意味で「内在者」と呼ぶ。人間の体が細胞から作られているように、心の大半は、内在者が細胞のように集まってできている、と考えられている。なぜなら、心の中には、毎日眺めてもほとんど変化のない机や椅子などの物のイメージ情報よりも、毎日違った行動をし、表情もそのときの気分で大きく変化するような人のイメージ情報のほうが、格段に多く蓄積されていると考えられるからである。
主体
人間が「私」という複雑な概念を意識する以前の、最も原始的な状態。実感や体験という現象を可能にしている「感じる側」のこと。
質感
五感から感じられる刺激を基に作られる実感・体験。複数の人同士で共有しやすいので、客観性を持たせやすい。
情感
複数のイメージ情報の相互関係から生まれる実感・体験。人によってイメージ情報間の関係が異なるので（例えば、ある人はトカゲを「かわいい」というイメージと結びつけて感じるが、別の人は「気持ち悪い」というイメージと結びつけて感じる、など）、主観的になりがちである。

## 理論と仮説

### イメージ情報理論
イメージ情報は基本的に、多くのものが調和して統合され、大きな塊になればなるほど安定する。これは、化学において、複数の分子から1つの化合物が合成される際の反応と似ている。複数の分子でいるよりも、1つの化合物になったほうがエネルギー的に安定するように、心（意識現象）に含まれるイメージ情報も、基本的に大きな塊になり安定する方向へと変化する、と考えるのである。このように、イメージ情報をより大きくつなげて安定しようとする物理的性質は、実感・体験としては知的好奇心などと呼ばれる。
一方、外界からもたらされるイメージ情報が、心に元々あったイメージ情報と調和しない場合は、受け容れられない。化学においては、複数の分子から1つの化合物が合成される際には、活性化エネルギーを要する、とされているが、この活性化エネルギーを多く要する場合、元々の分子の構造を維持しようとして、化合物は生成されづらい。これと同様に、イメージ情報も、調和しないもの同士は統合されないままとなる場合がある、と考えるのである。
このように、調和しないイメージ情報に対して、元々のイメージ情報のまとまりを壊さないように維持する物理的性質は、嫌悪感や拒絶感として実感・体験される。さらに心（意識現象）が不安定になると、人間はそこに含まれているイメージ情報を自然な意味づけを超えて強引に調和させ、大きな塊を作ることで安定させようとする。これが、思い込みやこじつけ、妄信などを生起させる。
イメージ情報理論は、イメージ情報の物性を論じた理論であり、外的観点からの観察的な説明（物理的な説明）と内的観点からの実感・体験とをすり合わせて考える。これにより、私たちの心が必然性に従って変化してゆくことを示している。

### 内在者理論
統一場心理学を人間関係に焦点を当てて展開したもので、内在者が人間の日常生活とどのように関係しているかを論じた理論。心の中に蓄えられているイメージ情報の大半は、内在者に関するものだと推察されるので、心に起きる問題の多くは内在者に関係すると考えられる。

### 5次元仮説
イメージ情報が立体の3次元に質感軸（時間軸）、情感軸の2つを加えた5次元の存在であるとする仮説。質感は時間の経過と共に生起する性質であり、論理は、基本的に質感の経時変化を普遍的に表現したものであるので、質感と論理は共に質感軸（時間軸）上に存在すると考えられる。一方の情感は、どれほど複雑で多くの情報が含まれていても、一瞬にして感じることができる。このことは、情感に関する情報が質感軸（時間軸）に垂直に存在していることを示しており、つまり質感と情感が、互いに直交する座標軸上の情報であることを示していると考えられる。

### 普遍主体仮説
人間などのもっている主体という性質が、魂やその他のいわゆる神秘的な現象ではなく、物理的に一定の条件を満たすことで、どこにでも生起し得る現象であるとする仮説。